# فردریک سنگر
فردریک سَنْگِر (به انگلیسی: Frederick Sanger) (زاده ۱۳ اوت ۱۹۱۸ – درگذشته ۱۹ نوامبر ۲۰۱۳) یک زیست شیمیدان انگلیسی بود.
وی روش‌هایی را برای مشخص کردن ترتیب اسید آمینه ها در ملکول‌های پیچیدهٔ پروتئین ابداع کرد و نخستین کسی بود که مولکول کامل دی‌ان‌ای را توالی‌یابی کرد.
وی تنها کسی است که دو بار برندهٔ جایزه نوبل شیمی در سال‌های ۱۹۵۸ و ۱۹۸۰ شده است.او بعد از جان باردین دومین فردی است که موفق به دریافت دو جایزهٔ نوبل در یک رشته گردیده است.
وی کل مولکول DNA میتوکندریایی انسان (شامل شانزده هزار و پانصد و شصت و نه جفت باز)، باکتریوفاژ لامبدا (چهل و هشت هزار و پانصد و دو جفت باز) را توالی یابی نموده است. همچنین کل ژنوم انسان نیز با استفاده از روش ابداعی وی یعنی توالی‌یابی به روش سنگر تعیین توالی شده است.